# بيتش (فرنسا)
بيتش (في الألمانية واللهجة اللورين فرونكونية تكتب: Bitschs) هي بلدية فرنسية تقع في إقليم موزيل، في الإقليم الإداري التابع لألزاس-شامباني-اردين-لورين Alsace-Champagne-Ardenne-Lorraine
في الشمال الشرقي لفرنسا.
بلدة بيتش تعتبر عاصمة Pays de Bitche وهي منطقة طبيعية. وبلدية بيتش واحدة من مجتمع البلديات الذي يتكون من 46 بلدية تتبع مقاطعة بيتش في منطقة الموسيل بفرنسا حسب التقسيم الإداري لشهر مارس عام 2005.
وحسب الإحصاء الفرنسي لعام 2013; فأن تعداد سكان بلدية بيتش بلغ 5,225 نسمة. وتعرف البلدة بين قاطنيها باسم Bitchois بيتشوا أو Bitchoises بيتشواز.
و البلدة معروفة بحصنها الكبير والتي تم إنشاء قلعتها في بداية القرن الثالث عشر، والحصن اشتهر بالمقاومة التاريخية أثناء الحرب الفرنسية الألمانية أو الحرب الفرنسية البروسية وتعرف بفرنسا بحرب 1870، والتي دارت بين الجمهورية الفرنسية والأمبروطورية الألمانية وحلفائها آن ذاك.
استطاع القائد لويس كاسمي تيسيه مع ثلاثة آلاف جندي فرنسي أن يصمد ثمانية أشهر بمواجهة 20000 جندي بروسي وبافاري، حتى أُمر من قِبل الحكومة الفرنسية بالاستسلام بعد معاهدة وقف إطلاق النار بين الطرفين في 1871.
و قد بقيت تحت السيطرة الألمانية من ذلك التاريخ حتى الحرب العالمية الأولى لتعود إلى فرنسا مرة أخرى. وفي بداية الحرب العالمية الثانية تم السيطرة عليها من قبل الرايخ الألماني الثالث بين عامي 1940 إلى 1944.

## جغرافياً
تقع بيتش بين بلديتين آغينو وسارجومين بالقرب من الحدود الألمانية على نهر صغير يسمى la horn وينطق بالفرنسية لاغن، عند سفح المنحدر الشمالي من جبال الفوج Vosges وهي مجموعة من الجبال المنخفضة في شرق فرنسا بالقرب من الحدود مع ألمانيا.

## تاريخياً
مدينة بيتش، تكونت من قرى روهر وKaltenhausen في القرن ال17 الميلادي، واستمدت اسمها من معقل قديم (ذكر في 1172 باسم Bytis Castrum) يقف على صخرة بارتفاع حوالي 250 قدم (76 م) فوق المدينة. وأصل التسمية جاء منذ عهد الرومان نسبة إلى الكونت ايبرهارد زويبروكين بيتش الأول، 
و زويبروكين بيتش County of Zweibrücken-Bitsch هي منطقة في عصر الأمبوطورية الرومانية والذي تم انشائها بين عامي 1286 و1302 في منطقة لورين وظلت قائمة حتى عام 1570 وتم تقسيمها بعد ذلك على أبناء الكونت هنري ازويبروكين الثاني Count Henry II of Zweibrücken. وقد انتقلت من حكم الدوق لفرنسا في عام 1766 ميلادي.
بعد ذلك التاريخ البلدة أخذت بازدياد سريع في عدد السكان. الحصن الذي بني من قبل سيباستيان فوبان أو المركيز دو فوبان (1633 م - 1707 م).و هو
مهندس عسكري فرنسي، وقد بناه على أنقاض القلعة القديمة في نفس الموقع، بعد احتلال بيتش من قبل الفرنسيين في 1624 م.و قد تم ترميمها في 1698 واعيد ترميمها وتعزيز دفعاتها بحصن منيع أيضا في 1740 م والذي استطاع أن يثبت بمناعة حتى القرن العشرون. وقم تم صد هجمات للقوات البروسية في عام 1793 م.
في عام 1815 أثناء أيام نابليون المائة وهي التي تحدد الفترة بين عودة الإمبراطور الفرنسي نابليون الأول من المنفى في إلبا إلى باريس يوم 20 مارس 1815 واستعادة الملك لويس الثامن عشر الثانية في 8 يوليو 1815 (لمدة 111 يومًا). شهدت هذه الفترة حرب التحالف السابع، ومعركة واترلو والحرب النابولية. وأول من استخدم عبارة المائة يوم كان محافظ باريس غاسبار كونت شابرول في كلمته الترحيبية بالملك. وكانت بيتش محاصرة في تلك الفترة من قبل فرقة المشاة الرابعة للفيلق الرابع النمساوي، لكن الجنرال اكغوتزيغ Creutzer رفض الاستسلام وبقي مرابط حتى اتفاقية الهدنة العامة.
في عام 1870، خلال الحرب الفرنسية البروسية، على الرغم من تم استثمارها بشكل وثيق من قبل الألمان بعد معركة ورث، فإن بيتش صمدت حتى نهاية الحرب. وقد تمحفر جزء كبير من التحصينات في الصخر الرملي الأحمر لمحاولة اختراقه، وقد تم تأمين إمدادات المياه إلى حامية الحصن من بئر عميق في الداخل. وكان قائد الحصن لويس كاسمي تيسيه Louis-Casimir Teyssier. إلى أنه تم إعطاءها للإمبراطورية الألمانية كجزء من الألزاس واللورين. وتم ارجاعها مرة أخرى إلى فرنسا في عام 1918.
تقع البلدة بجانب "خط ماجينو"، الذي يُعد نموذجاً للتحصينات الدفاعية الثابتة والذي تم إنشاءه بعد الحرب العالمية الأولى. واتبع القادة العسكريون هذه النظرية إيماناً منهم بمقدرة الخط على وقف تقدم القوات الألمانية وإنهاكها، ما يسهل توجيه ضربات مضادة إليها وسحقها إلى جانب ذلك فقد طور المهندسون العسكريون أنماطاً أوجدوها لزيادة قدرة الدفاع الدائري، وتغطية بعض الحصون بعضاً بالنيران والقوات. ينسب هذا الخط الدفاعي إلى وزير الحربية الفرنسي أندريه ماجينو André Maginot الذي نادى للأخد بنظرية الدفاع الثابت ودافع عنها امام البرلمان الفرنسي وقد فشل هذا الخط ابان الحرب العالمية الثانية بحماية فرنسا، وفي مارس 1945 الفرقة 100 التابعة لقسم المدفعية الأمريكية كسرت الخط وتقدمت نحو البلدة وكانت جزء من عملية أندرتون.
بعد عام 1945، أصبح بيتش واحدة من أنشط المعسكرات للجيش حيث كثير من أجزاءالجيش الفرنسي من المشاة والفرسان ذهبواإلى بيتش لتجريب أسلحة جديدة في زمن الحرب الباردة. أيضا كان بيتش المكان الذي يقام به تدريبات خاصة ضد الهجمات الجرثومية المحتملة من جانب «الشرق». وكانت الخدمة العسكرية واجب في فرنسا. السبب الذي جعل من ملايين الجنود الشبان يقضون بضعة أيام من التدريب في بيتش وجعل المدينة معروفة لجيلين.

## العلاقات الدولية
قد تم توئمة البلدة مع بلدة ليباخ الألمانية عام 1979م المقابلة لها في الجانب الألماني.

## معرض الصور

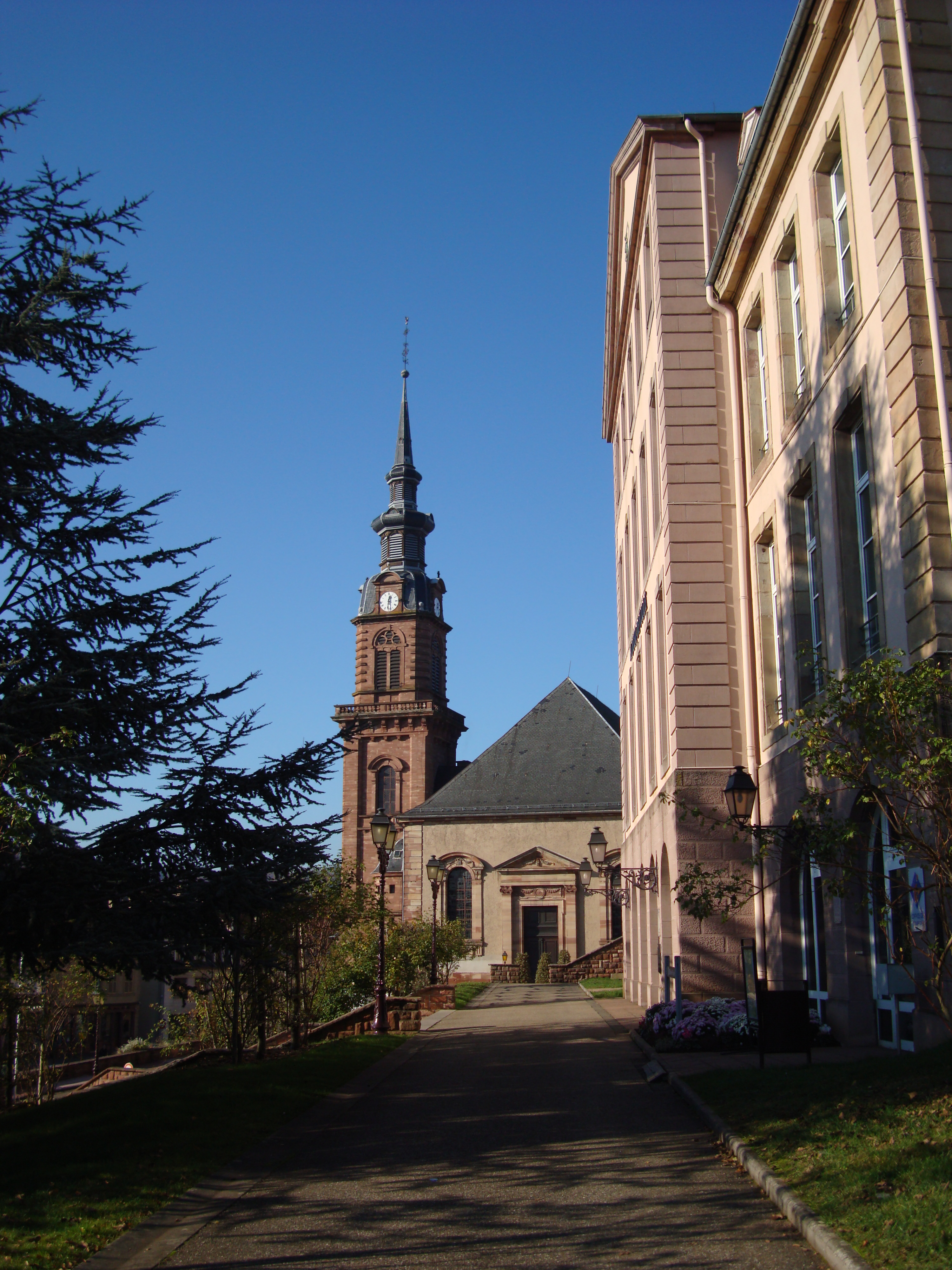
وسط البلدة في بيتش
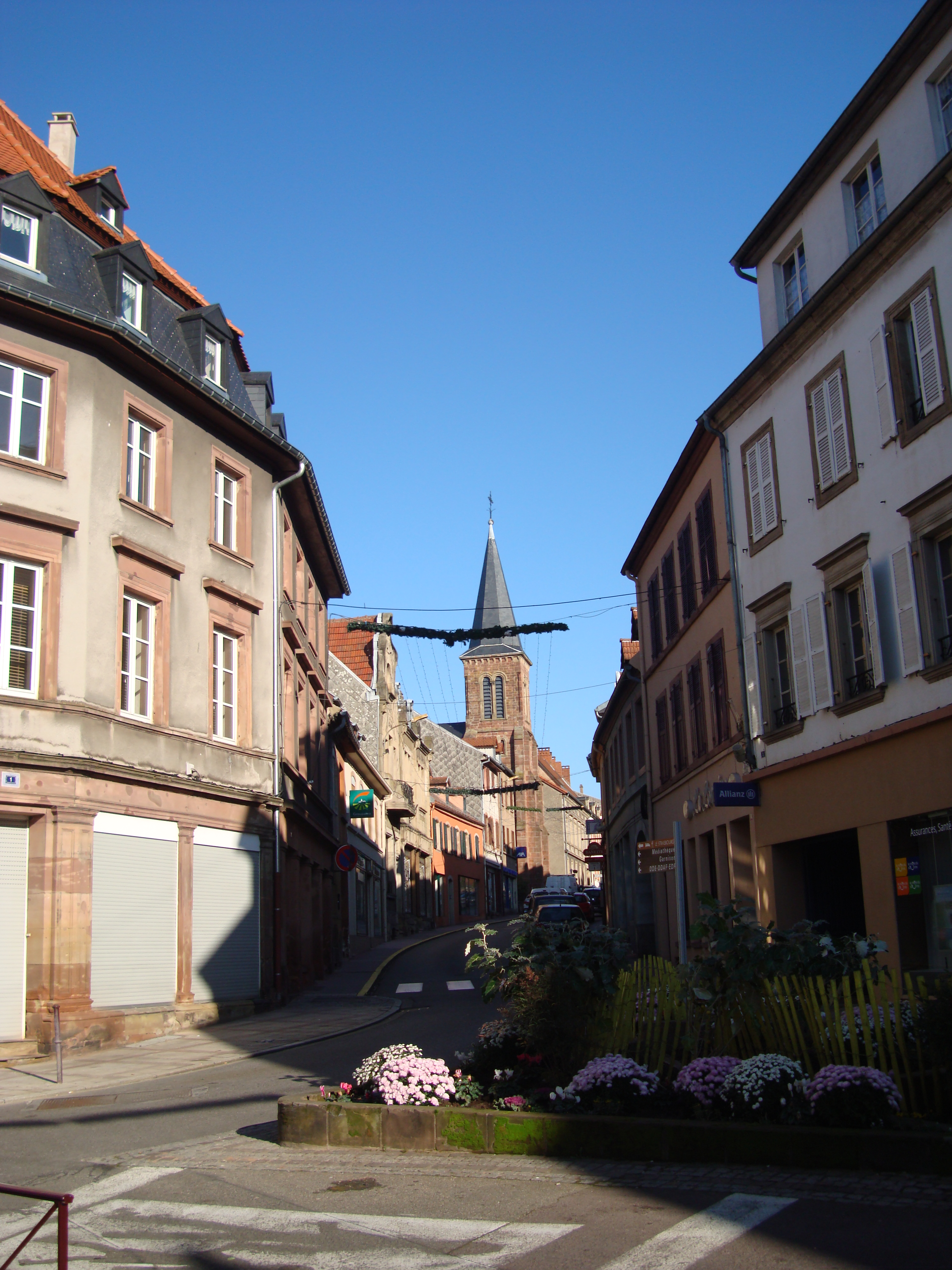
منظر لشارع في بيتش
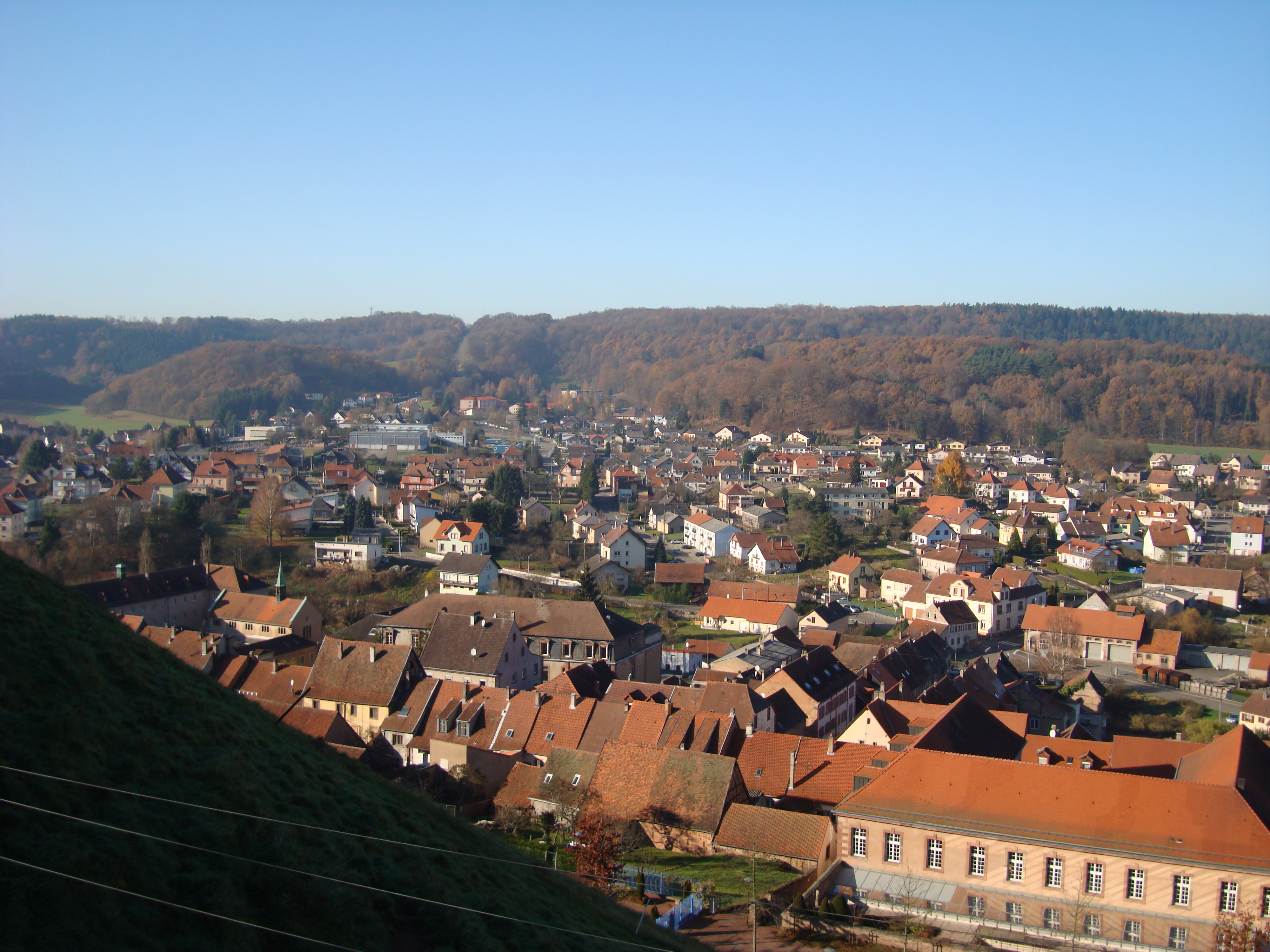
منظر عام لبلدة بيتش من الحصن
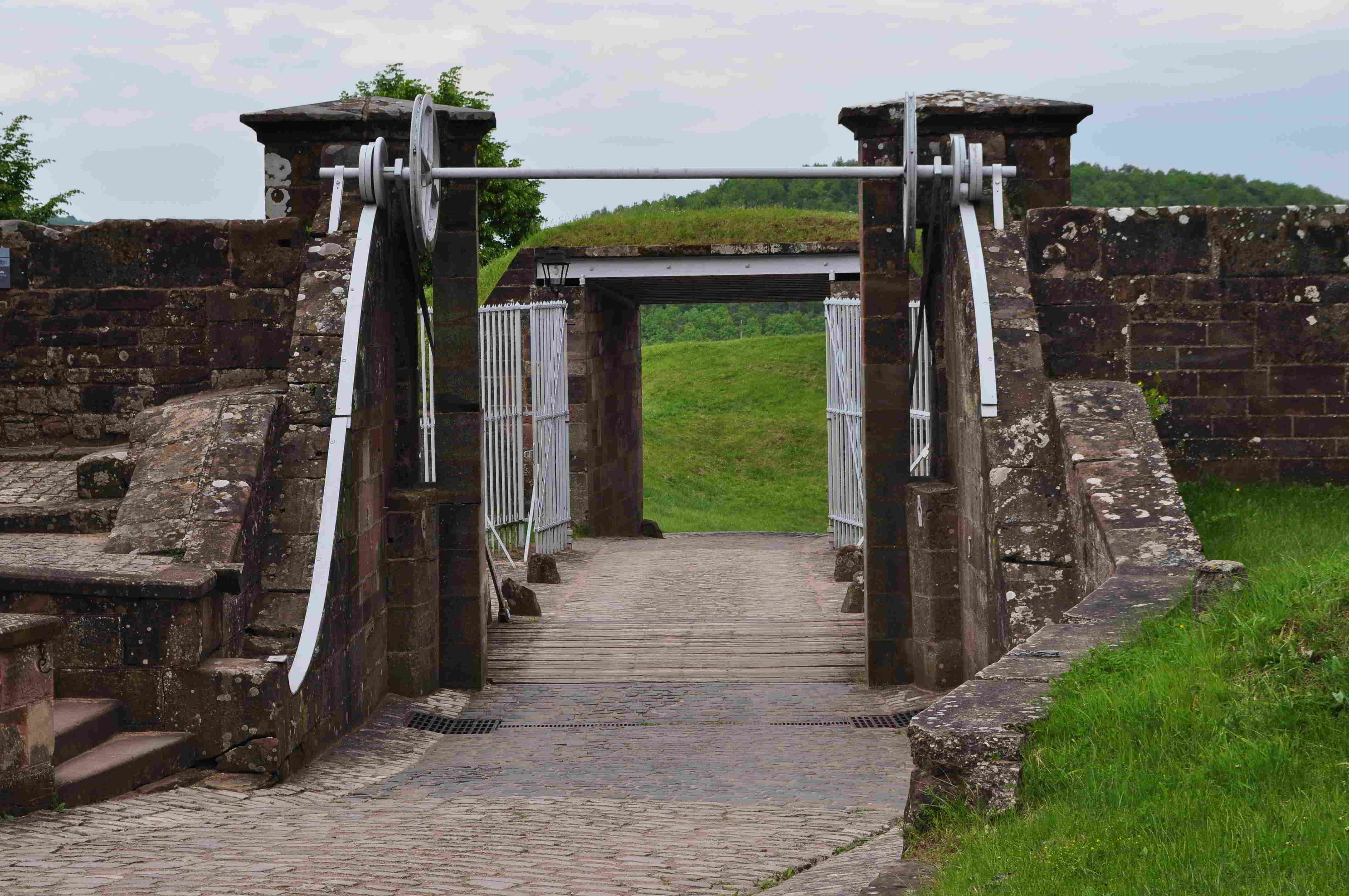
جسر حصن بيتش
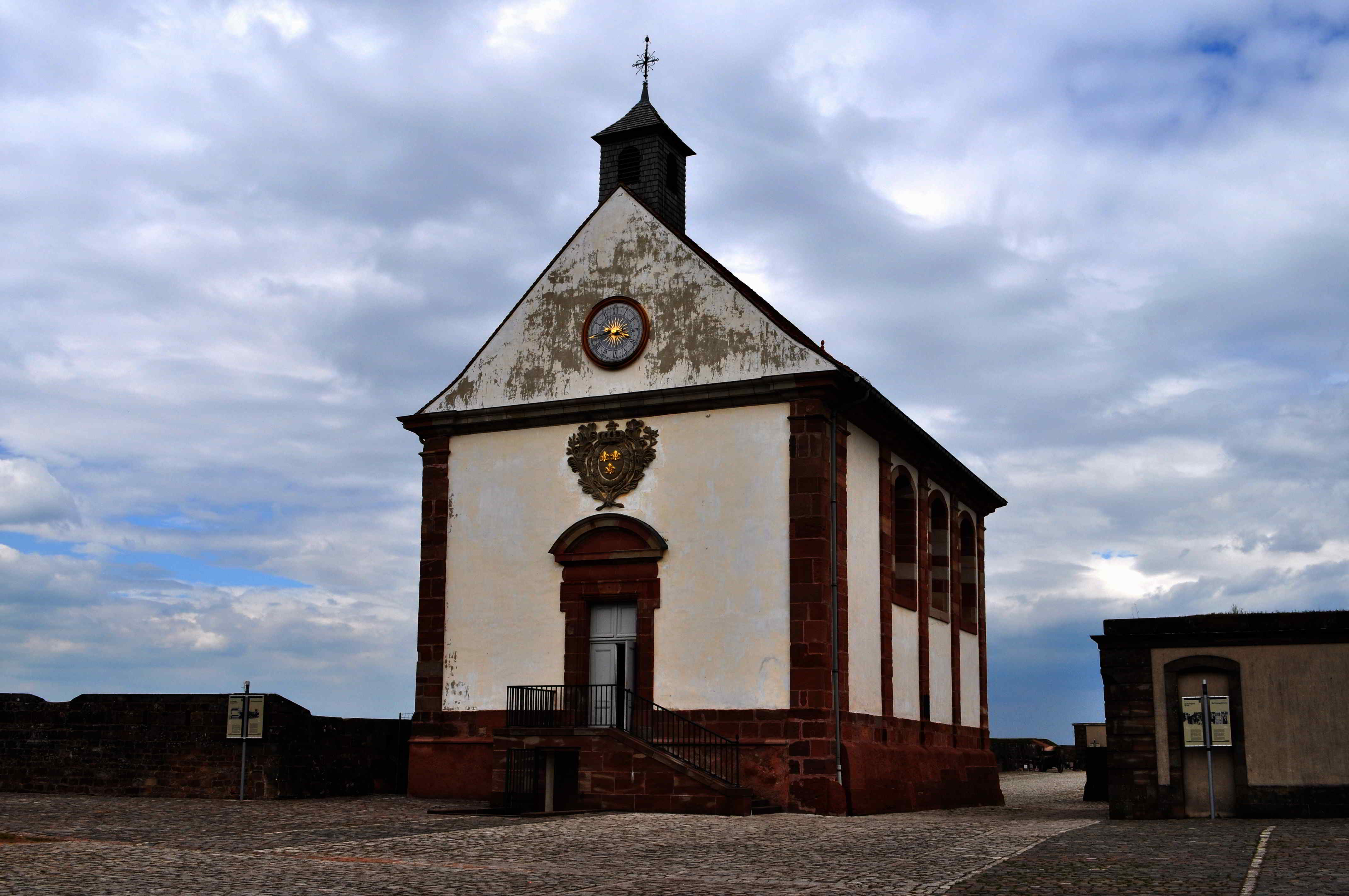
مصلى الحامية في أعلى حصن بيتش